# What Are You Going to Do with Your Life?
What Are You Going to Do with Your Life? — восьмий студійний альбом англійського рок-гурту Echo & the Bunnymen, який вийщов 16 квітня 1999 року.

## Композиції
1. What Are You Going to Do with Your Life? – 5:11
2. Rust – 5:09
3. Get in the Car – 4:21
4. Baby Rain – 4:17
5. History Chimes – 3:25
6. Lost on You – 4:50
7. Morning Sun – 4:12
8. When It All Blows Over – 2:57
9. Fools Like Us – 4:02

## Учасники запису
- Іен Маккаллох — вокал
- Уїлл Сарджент — гітара
- Стівен Бреннан — бас гітара
- Горді Гоуді — гітара
- Кері Джеймс — клавішні
- Ніколас Килрой — ударні